# Senusret II.
Senusret II. byl v dynastické posloupnosti čtvrtým faraonem egyptské 12. dynastie. Vládl v letech 1845–1837 př. Kr..

## Vláda
Egypt v období vlády Senusreta II. prožíval období relativní prosperity, zřejmě i v důsledku příznivých klimatických podmínek, které stabilizovaly cyklus nilských záplav a tím i dobrých výnosů zemědělských plodin. Příhodné podmínky existovaly i v lokalitách starověkých oáz v západní poušti. Rovněž i v oáze Fajum, kterou již ve třetí generaci faraonové odvodňovali budováním kanálu (v délce asi 16 km, spojujícího močály s Nilem u Bar Yussef (Josefův kanál). Poněvadž oáza Fajum se nachází v nivelizační depresi (~ 45 m pod úrovní moře), faraon Amenemhet II. včetně jeho následníků nechali zbudovat umělý reservoár, propojený se stávajícím jezerem Moeris
 a tím docházelo k vyrovnávání hladiny Nilu. Odpařování z vodních ploch mělo příznivý vliv na lokální klimatické podmínky.

Na výpravách faraon upevnil svoji vládu v Nubii, ze které se stala další provincie Egyptské říše. Bezpečnou lodní dopravu na Nilu zabezpečil výstavbou pevností a ochrannou zdí jižně od Luxoru a další u města Aniba v Nubii, asi 230 km jižně od Asuánu. Do jisté míry jsou počátky těchto staveb datovány do doby vlády jeho otce Amenemheta II., zejména pak v období jejich společného vládnutí ke konci otcova života.

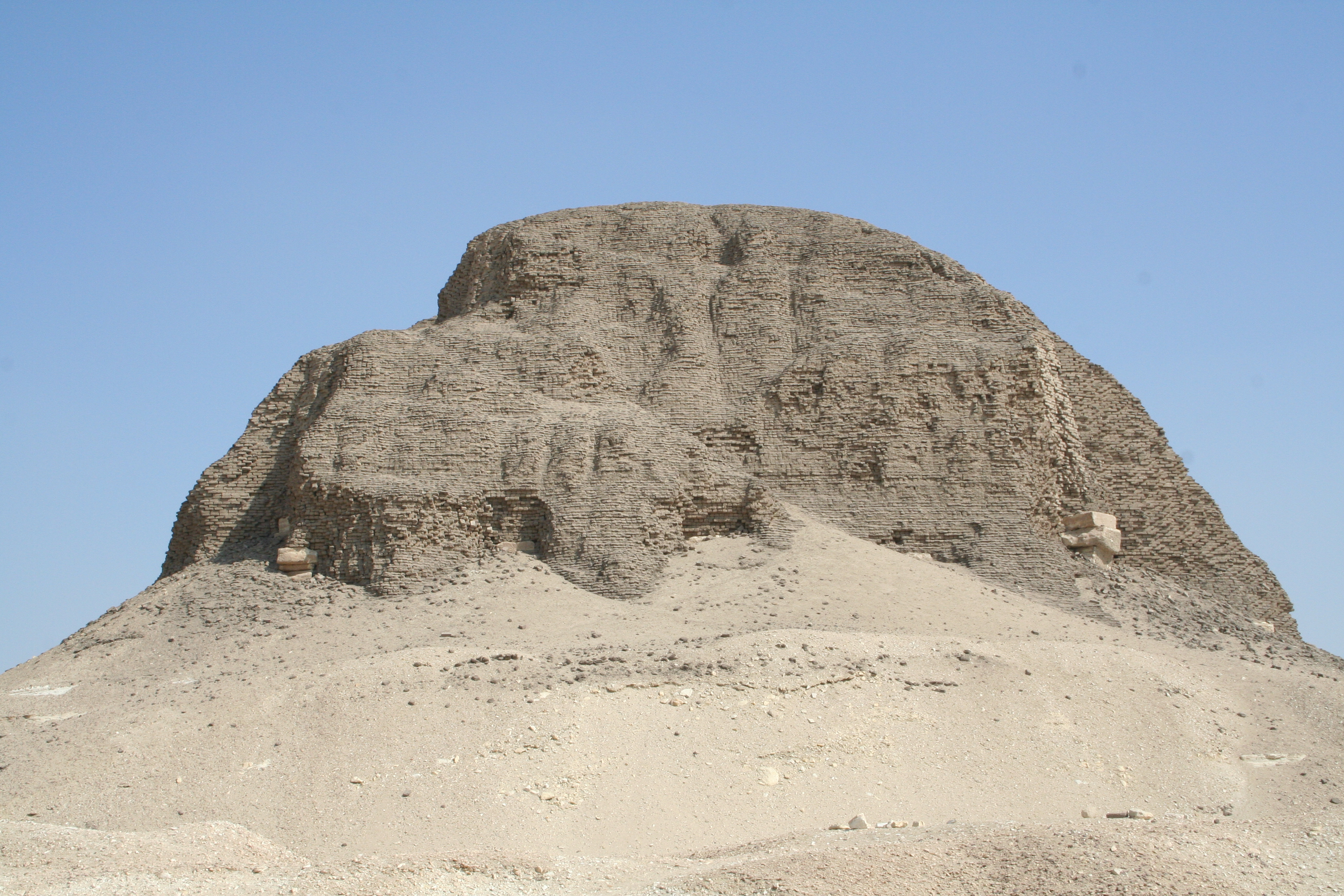
Pyramida v El Lahun

V Sýrii vybíral daně a udržoval vojenské posádky v místech těžby rud a kamene pro rozsáhlé stavební činnosti . Senusret II. také založil první známou vesnici řemeslníků v blízkosti El-Láhúnu.

## Pyramida
Pyramida v El Lahun v oáze Fajúm byla postavena z masivních hliněných bloků kolem kamenného jádra s podporou stěny z vápencových desek. V původním stavu byla obložena pláštěm z vápencových bloků.
Osm mastab a satelitních pyramid srovnaných podél severní stěny byly určeny pro královny a princeznu Sithathoryunet. Na téže straně se nachází čtyři šachtové hrobky určeny pro členy královské rodiny. Tři z nich byly vyloupeny, a když byly při expedici v roce 1914 Filindersem Petriem zkoumány se při odkrytí čtvrté hrobky neočekávaně objevil výklenek ve stěně zapečetěný hliněnou pokrývkou. Po otevření se objevil poklad obsahující šperky a osobní výbavu princezny Sit_Hathor-Unut (Sithathoryunet), dcery Senusreta II. . Byl to výjimečný objev, patrně první v historii archeologických bádání ve starověkém Egyptu. Dosud byly všechny hrobky panovníků, vysokých úředníků a členů královských rodin, již ve starověku vyloupeny.

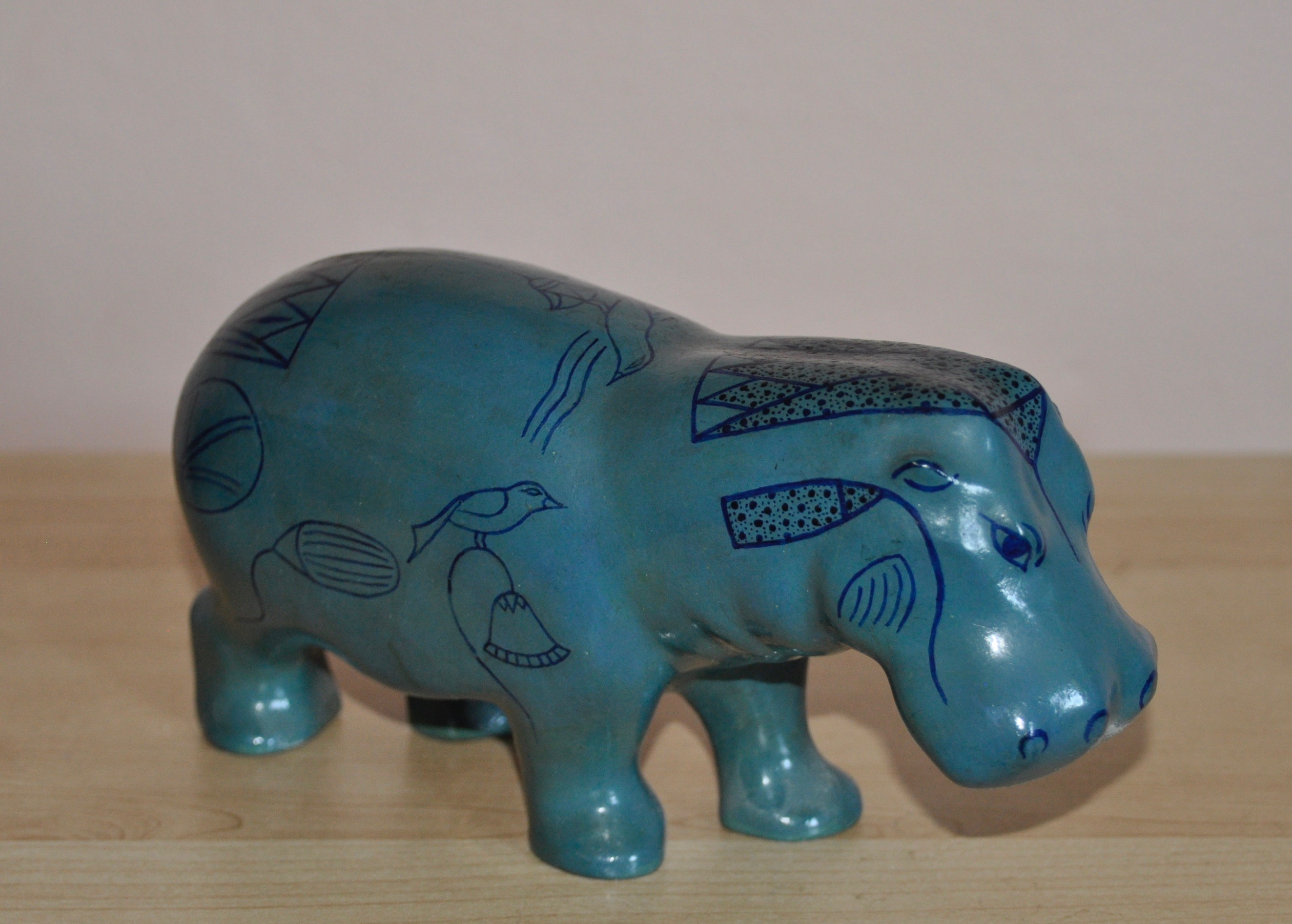
Hypoppotamus z 12. dynastie, kopie z Egyptského muzea v Káhiře; symbol boha Seth

## Artefakty
V komoře se nacházelo 44 jednotlivých předmětů ze zlata vykládaných polodrahokamy, mezi jinými i koruna, náhrdelník se jménem Senusreta II., stříbrné zrcadlo, obsidiánová váza, nože a břitvy z mědi, části vykládaných skříněk ze dřeva, náramky, vykládané intarzie a další. .
Restaurované předměty z nálezu jsou vystaveny v Metropolitním muzeu umění v New Yorku a také v Egyptské muzeum v Káhiře.

Mezi významné objevy v El Lahun patří i zlomky hieraticky psaných papyrusů z období střední říše, které obsahují specifické oblasti tehdejšího vědění, zvěrolékařství, gynekologie, účty, administrace stavebních prací aj..

## Fotogalerie

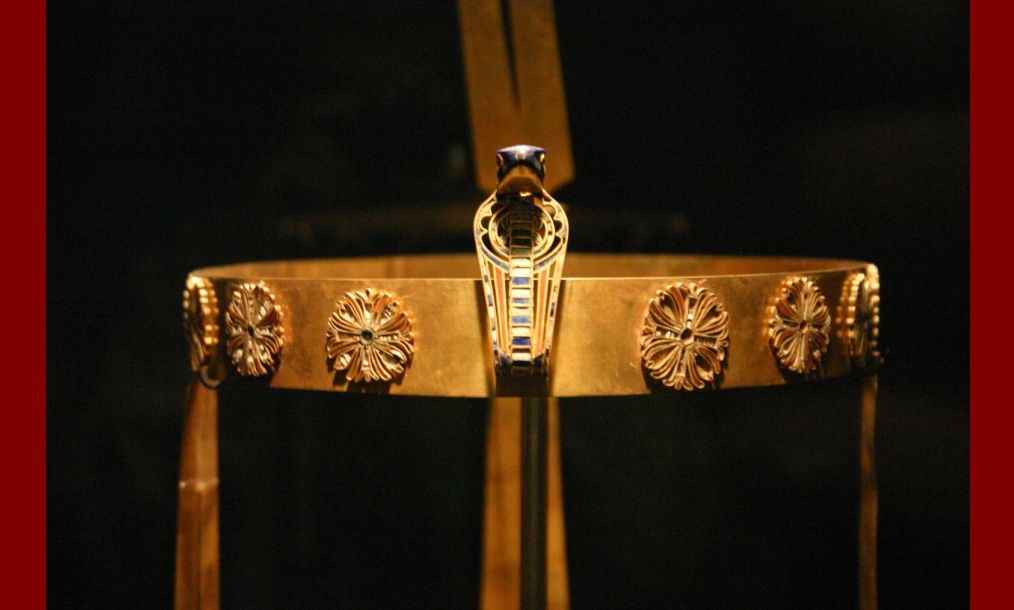
Diadem - koruna princezny Sithathoryunet
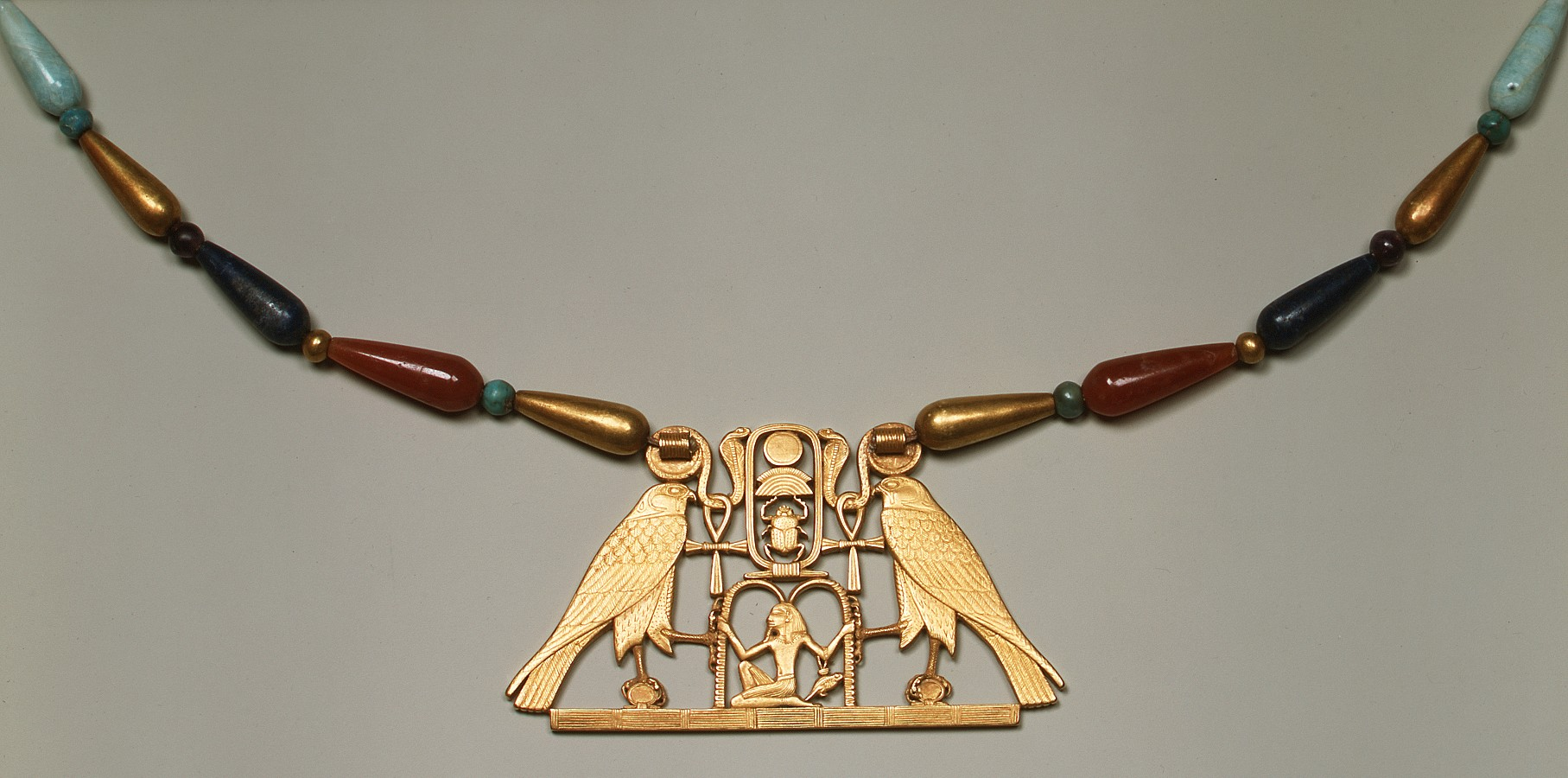
Náhrdelník princezny
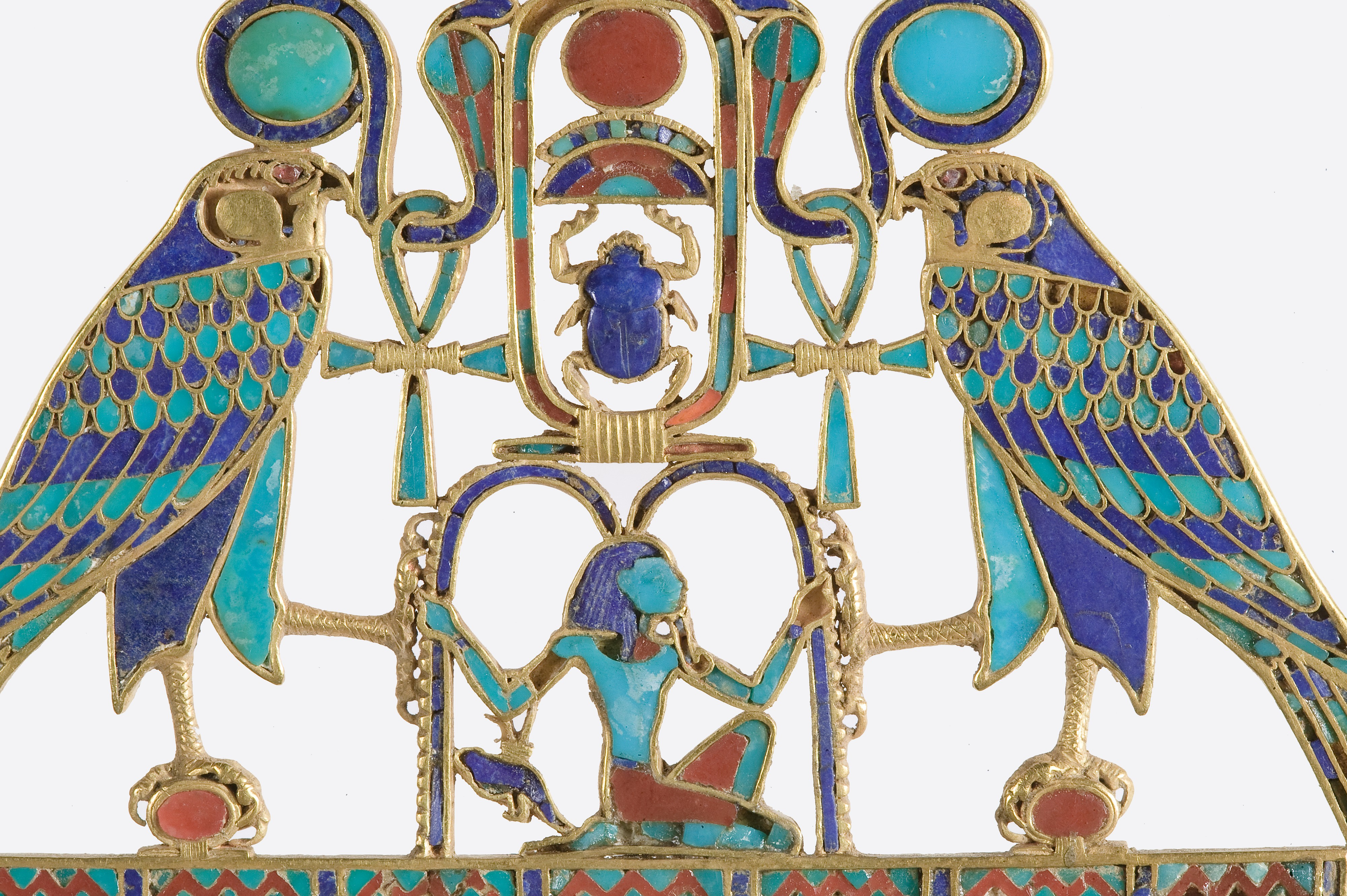
Náhrdelník princezny Sithathoryunet s jménem Senusreta II.]
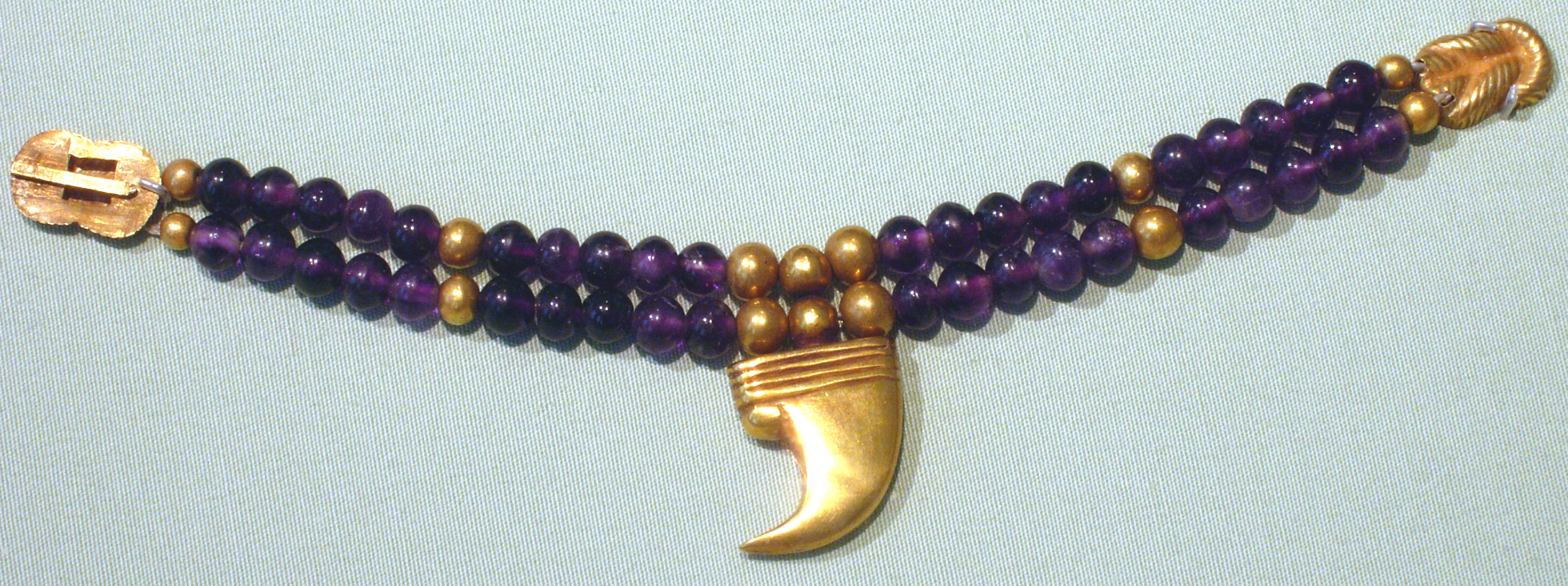
Náramek
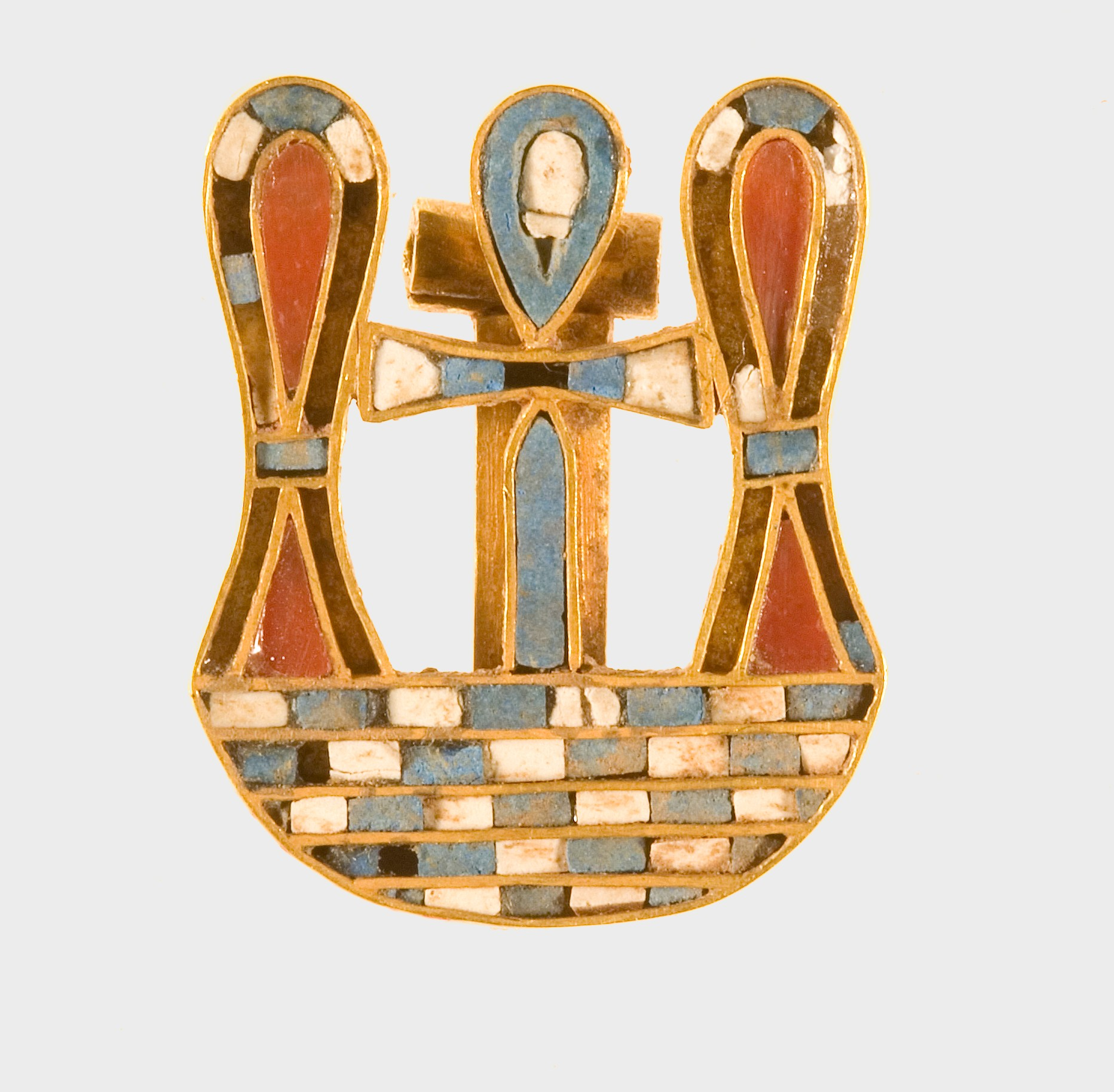
Spona
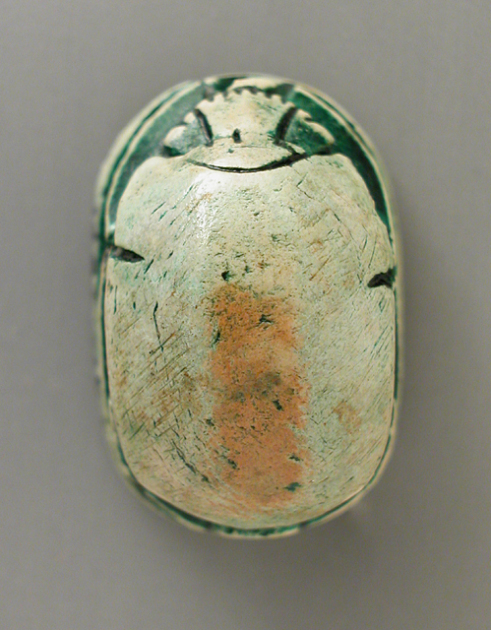
Skarabeus se jménem Senusreta II.
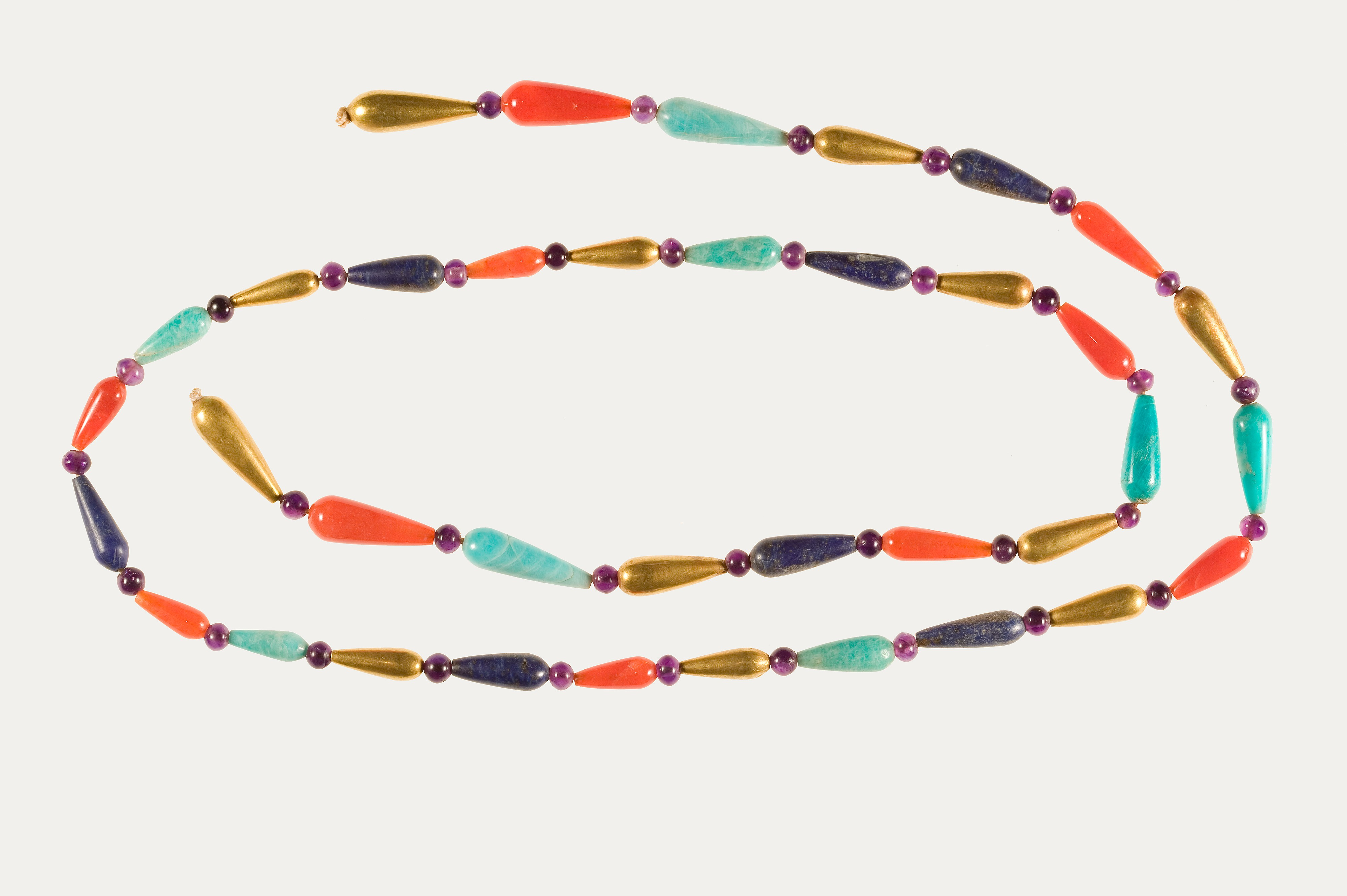
Náhrdelník princezny Sithathoryunet